# Турция на летних Олимпийских играх 1976
Турция принимала участие в летних Олимпийских играх 1976 года в Монреале (Канада) в тринадцатый раз за свою историю, но не завоевала ни одной медали. Сборную страны представляло 27 спортсменов (26 мужчин, одна женщина), которые выступили в соревнованиях по борьбе, лёгкой атлетике, тяжёлой атлетике, боксу, стрельбе, дзюдо, прыжкам в воду и велоспорту.